# 학대
학대(虐待)는 학대는 종종 불공정하게 또는 부적절하게 이득을 얻기 위해 사람이나 사물을 부적절하게 사용하거나 대하는 행위이다. 학대는 신체적 또는 언어적 학대, 부상 (몸), 폭행죄, 위반, 강간, 부당한 관행, 범죄, 또는 다른 유형의 공격성과 같은 여러 형태로 나타날 수 있다. 일부 자료에서는 학대를 "사회적으로 구성된" 것으로 묘사하는데, 이는 다양한 시기와 사회에서 피해자의 고통에 대한 인식이 더 많거나 적을 수 있음을 의미한다.

## 학대의 유형과 맥락

### 직권남용죄
직권남용죄에는 괴롭힘, 방해, 압력, 부적절한 요구 또는 호의가 포함된다.

### 시체 학대
네크로필리아는 죽은 시체에 대한 육체적 매력을 포함하며, 이는 성적인 충동으로 이어질 수 있다. 시체는 죽었으며 동의를 할 수 없으므로, 죽은 시체에 대한 어떠한 조작, 신체 부위 제거, 훼손 또는 성적인 행위는 학대로 간주된다.

### 재량권 남용
재량권 남용은 특정 사안과 관련된 사실과 법률을 제대로 고려하지 않거나, 판례와 확립된 사법 관행에서 자의적이거나 불합리하게 벗어나는 행위이다.

### 지배력 남용
기업의 시장 지배력은 독점 금지법 또는 반독점법으로도 알려진 경쟁법의 공공 및 민간 집행에 의해 규제된다. 이러한 법률은 기업이 고객에게 해를 끼치거나 공정한 경쟁을 방해하는 행위를 막는다. 예를 들어, 유럽 연합 기능 조약(TFEU) 제102조는 지배적 시장 지위에 있는 기업이 불공정한 가격 책정, 생산 제한, 또는 다른 기업과의 거래 거부 등을 통해 그들의 권력을 남용하는 것을 금지한다.

### 대사 남용
가톨릭 교회에서 대사란 기도, 순례, 선행 등을 통해 죄에 대한 벌을 경감받는 방법이다. 중세 시대에는 일부 교회 관리들이 죄의 용서와 미래의 구원과 같은 다른 보상에 대한 대가로 돈을 요구했다.

### 정보 남용
정보 남용은 일반적으로 신뢰훼손이나 표절을 포함하며, 정보의 기밀을 승인된 범위를 넘어 확장하는 것이다.
금융계에서 내부자 거래는 투자에 불공정한 이점을 주는 내부 정보의 오용으로 간주될 수 있다.

### 직권남용죄
"직무상의 비행" 또는 "공무원의 위법 행위" 형태의 직권남용죄는 공식적인 직무 수행에 영향을 미치는 위법 행위를 공식적인 지위에서 저지르는 것이다. 공무상의 비행은 종종 법률 또는 소환투표제에 의해 선출직 공무원을 해임하는 근거가 된다.

### 절차악용
불법행위에서 발생하는 소송 원인으로, 한 당사자가 기본 법적 조치에 의해 정당화되지 않은 정규 발행된 법원 절차(민사 또는 형사)를 악의적이고 고의적으로 오용하거나 왜곡하는 행위이다.

### 계급 남용
계급주의(계급 남용이라고도 함)는 낮은 계급의 사람들을 학대적, 차별적, 또는 착취적으로 대하는 것이다. 로버트 W. 풀러는 계급주의가 상위 계급에 내재된 권력의 남용을 포함하며, 계급 기반의 학대가 집단 따돌림, 인종 차별, 성 차별, 동성애 혐오와 같은 많은 다른 현상들의 근저에 있다고 주장한다.

### 학대적 감독
학대적 감독은 직장 환경에서 가장 흔하게 연구되지만, 가정이나 학교와 같은 다른 영역에서도 발생할 수 있다. "학대적 감독은 부정적인 부하 직원의 직장 결과에 선행하는 것으로 조사되었다." "직장 내 폭력은 상황적 요인과 개인적 요인의 조합이다." 수행된 연구는 학대적 감독과 다양한 직장 사건 사이의 연관성을 조사했다.

### 학술적 학대
학술적 학대는 대학과 같은 고등 교육 기관에서 발생하는 직장 내 집단 따돌림의 한 형태이다. 학계는 경쟁이 매우 심하고 잘 정의된 계층 구조를 가지고 있어, 주니어 직원이 특히 취약하다.

### 성인 학대
성인 학대는 취약한 성인에 대한 학대를 의미한다.

### 알코올 사용 장애
DSM-IV에 기술된 알코올 사용 장애는 부정적인 결과에도 불구하고 알코올 음료를 반복적으로 사용하는 것을 설명하는 정신과 진단이다. 알코올 사용 장애는 때때로 덜 구체적인 용어인 알코올 중독으로 언급되기도 한다. 알코올 사용 장애를 가진 사람들은 두 가지 유형이 있다: 반사회적이고 쾌락 추구적인 경향을 가진 사람들과, 불안에 시달리는 사람들—즉, 오랫동안 술을 마시지 않고 지낼 수 있지만 일단 마시기 시작하면 자신을 통제할 수 없는 사람들이다. 폭음은 또 다른 형태의 알코올 사용 장애이다. 잦은 폭음이나 심하게 두 번 이상 취하는 것은 알코올 오용으로 분류된다. 국제 설문 조사를 통해 수행된 연구에 따르면, 가장 많이 술을 마시는 사람들은 영국의 청소년 세대이다.

### 동물 학대
동물 학대는 인간 이외의 동물에게 자기 방어 목적이 아닌 다른 목적으로 고통이나 해를 가하는 행위이다. 더 좁게는 털을 얻기 위해 동물을 죽이는 것과 같이 특정 이득을 위한 해를 의미할 수 있다. 전 세계의 관할권마다 의견이 다르다.

### 반사회적 행동
반사회적 행동은 종종 타인에 대한 판단과 배려가 부족하고 타인이나 그들의 재산에 손해를 끼칠 수 있는 공공 행동으로 간주된다. 이는 낙서나 기물 파손과 같이 의도적일 수도 있고, 태만의 결과일 수도 있다. 지속적인 반사회적 행동은 반사회성 인격장애의 표현일 수 있다. 반사회적 행동의 반대는 친사회적 행동, 즉 다른 사람, 집단 또는 사회를 돕거나 이롭게 하려는 모든 행동이다.

### 집단 따돌림
집단 따돌림은 시간의 경과에 따라 반복되는 행위로, 더 강력한 개인이나 집단이 덜 강력한 개인이나 집단을 공격하는 실제 또는 인지된 권력 불균형을 수반한다. 집단 따돌림은 언어적, 신체적, 정서적 세 가지 기본 유형의 학대로 구성될 수 있다. 이는 일반적으로 협박과 같은 미묘한 강제 방법을 포함한다. 집단 따돌림은 여러 가지 방식으로 정의될 수 있다. 비록 영국은 현재 집단 따돌림에 대한 법적 정의가 없지만, 일부 미국 주에서는 이에 대한 법률을 가지고 있다. 집단 따돌림은 일반적으로 공포나 위협에 의해 타인을 강요하기 위해 행해진다.

### 인신공격
인신공격은 한 사람의 명예를 더럽히려는 시도이다. 이는 사실을 과장하거나 조작하여 대상 인물에 대한 사실과 다른 그림을 제시하는 것을 포함할 수 있다. 이는 명예훼손의 한 형태이며, 인신 공격의 논증의 한 형태가 될 수 있다.

### 아동 학대
아동 학대는 아동에 대한 신체적 또는 심리적/정서적 학대이다. 미국에서는 미국 질병통제예방센터(CDC)가 아동 학대를 부모나 다른 양육자에 의한 아동에게 해를 가하거나, 해를 가할 가능성, 또는 해를 가할 위협이 되는 모든 행위 또는 일련의 행위로 정의한다. 대부분의 아동 학대는 아동의 가정에서 발생하며, 아동이 상호 작용하는 기관, 학교 또는 지역 사회에서는 소량 발생한다. 아동 학대에는 크게 네 가지 범주가 있다: 방임, 신체적 학대, 심리적/정서적 학대, 그리고 성적 학대.

#### 아동 성학대
아동 성학대는 성인 또는 나이 많은 청소년이 성적 자극을 위해 아동을 학대하는 아동 학대의 한 형태이다. 여기에는 아동에게 성적 활동에 참여하도록 요구하거나 압력을 가하는 것(결과와 무관하게), 아동에게 특정 유형의 공연음란죄를 보이는 것, 아동에게 포르노그래피를 보여주는 것, 아동에 대한 실제 성적 접촉, 성적인 목적으로 아동의 성기를 보거나 신체 접촉하는 것, 또는 아동을 이용하여 아동 포르노를 제작하는 것 등이 포함된다.

##### 아동에 의한 아동 성학대
아동에 의한 아동 성학대는 한 명 또는 그 이상의 다른 아동이나 청소년에 의해 미성년 아동이 성적으로 학대받는 아동 성학대의 한 형태로, 성인이 직접적으로 연루되지 않는다. 여기에는 동의 없이, 평등하지 않게, 또는 강제의 결과로 발생하는 아동 간의 성적 활동이 포함된다. 특히 신체적 강제, 위협, 속임수, 또는 정서적 조작이 협력을 유도하는 데 사용될 때 그렇다.

### 은밀한 학대
은밀한 학대는 "특정 목적을 위해 비밀로 유지되거나, 은폐되거나, 은밀하게 이루어지는" 성적, 심리적, 또는 신체적 학대이다.

### 사이버 학대 또는 사이버 집단 따돌림
사이버 폭력은 "정보통신기술을 이용하여 개인이나 집단이 고의적이고 반복적이며 적대적인 행동을 통해 타인에게 해를 끼치려는 의도를 가지고 행동하는 것"을 의미한다. - 빌 벨시.

### 데이트 학대 또는 데이트 폭력
데이트 학대는 데이트 관계에서 한 명 또는 두 명의 파트너에 의해 나타나는 학대적인 행동 패턴이다. 이러한 행동에는 다음이 포함되지만 이에 국한되지는 않는다: 신체적 학대; 심리적 학대; 그리고 성적 학대.

### 명예훼손
명예훼손은 개인, 사업체, 제품, 집단, 정부 또는 국가에 부정적인 이미지를 줄 수 있는 사실로 명시되거나 암시된 주장을 담은 진술의 소통이다. 이는 일반적으로—항상 그런 것은 아니지만, 이 주장이 거짓이고 해당 출판물이 명예훼손된 사람(소송 당사자) 외의 다른 사람에게 전달되어야 한다.

### 장애인 학대
장애인은 장애인 학대와 집단 따돌림에 불균형적으로 영향을 받으며, 그러한 활동은 증오범죄로 언급되었다. 집단 따돌림은 휠체어 사용자나 신체적 차이(예: 구순열)가 있는 사람과 같이 눈에 보이는 장애인에게만 국한되지 않고, 학습 장애, 자폐 또는 발달성협응장애가 있는 사람에게도 해당된다. 후자의 경우, 이는 체육 능력이 부족한 것과 관련이 있으며, 이러한 행동은 무지한 체육 교사에 의해 조장될 수 있다. 장애인 학대는 학교에만 국한되지 않는다. 브리스틀 근처 캐슬벡 요양원(윈터본 뷰)에서 발생한 영국방송공사 파노라마 프로그램에서 드러난 사례와 같이, 장애인이 "요양 기관" 직원으로부터 학대받은 많은 사례가 알려져 있으며, 이는 해당 요양원의 폐쇄와 직원들의 정직 또는 해고로 이어졌다.

### 차별적 학대
차별적 학대는 어떤 사람의 특성 때문에 그 사람을 괴롭히거나 부당하게 대하는 것을 포함한다. 예를 들어 다음과 같은 경우:
- 연령
- 의류 또는 외모
- 민족성, 국적 또는 언어와 같은 문화적 특성
- 젠더, 젠더 관련 특성 (예: 임신)
- 건강 (예: HIV/AIDS) 또는 장애인 (예: 정신 질환)
- 언어 사용
- 생활 방식 또는 직업
- 인종 또는 피부색
- 종교 또는 정치적 소속
- 성 및 성적 지향
- 사회 계급 또는 신념
- 체중 또는 키

레드라이닝과 같은 차별적 법률은 많은 국가에서 존재해왔다. 일부 국가에서는 차별의 부정적인 영향을 시정하기 위해 인종 쿼터와 같은 논란이 많은 시도가 사용되었다.
다른 차별 행위로는 정치적 비방, 집단에 대한 명예훼손, 과장에 기반한 고정관념 등이 있다.

### 가정폭력 또는 가정폭력
가정폭력은 결혼, 동거, 가족, 데이트, 심지어 친구와 같은 친밀 관계에서 한 명 또는 양쪽 파트너에 의한 모든 형태의 학대적 행동으로 넓게 정의될 수 있다.
가정폭력은 다음을 포함한 여러 형태를 지닌다.
- 신체적 공격(때리기, 발로 차기, 물기, 밀치기, 구속하기, 물건 던지기) 또는 그 위협
- 성적 학대
- 정서적 학대
- 재정적 학대(돈을 주지 않거나 다른 가족 구성원의 돈을 포함하여 모든 돈을 통제하는 행위)
- 사회적 학대(친구 또는 가족과의 접촉 제한, 친구 또는 가족 모욕 또는 위협), 통제적이거나 지배적인 행위
- 협박
- 스토킹
- 수동적/은밀한 학대[34] (예: 방임)
- 경제적 궁핍

지역 법규에 따라 가정폭력은 범죄를 구성할 수도 있고 구성하지 않을 수도 있으며, 이는 특정 행위의 심각성과 지속 기간 및 기타 변수에 따라 달라진다. 알코올 섭취와 정신 질환은 학대와 자주 연관되어 왔다.

### 경제적 학대
경제적 학대는 한 친밀한 파트너가 다른 파트너의 경제적 자원에 대한 접근을 통제하는 학대 형태이며, 이는 피해자가 자신을 부양할 능력을 저하시키고 가해자에게 재정적으로 의존하도록 강요한다.

### 노인 학대
노인 학대는 "노인에게 해를 끼치거나 고통을 유발하는" 방식으로 신뢰하는 사람에 의해 가해지는 해악의 일종이다. 이 정의는 세계보건기구가 영국의 Action on Elder Abuse가 제시한 정의를 채택한 것이다. 학대에는 폭력, 방임, 노인에게 저지르는 기타 범죄가 포함되며, 신체적, 정신적, 재정적 학대뿐만 아니라 수동적 및 능동적 방임의 형태도 포함된다.

### 정서적 학대
정서적 학대의 정확한 정의에 대한 합의는 없지만, 미국 연방 아동 학대 예방 및 치료법에 의해 정신적 상해의 한 형태로 분류된다. 특히 아동 복지 분야에서 대부분의 미국 주에서 받아들여지는 일반적인 법적 정의는 이를 행동, 정서적 반응 또는 인지의 관찰 가능하거나 실질적인 변화로 입증되는 심리적 능력 또는 정서적 안정성에 대한 손상으로 설명한다.

### 허위 고발
허위 고발(또는 허위 주장)은 다음의 맥락에서 발생할 수 있다:
- 일상생활에서 비공식적으로;
- 준사법적으로;
- 사법적으로.

### 국기 모독
국기 모독은 공개적으로 국기를 의도적으로 파괴, 손상 또는 훼손하는 다양한 행위를 일컫는 용어이며, 대부분 국기에 적용된다. 종종 이러한 행위는 한 국가나 그 정책에 대한 정치적 입장을 표명하기 위한 것이다. 일부 국가에서는 파괴 방법(예: 공개 소각)을 금지하거나 특정 용도(예: 상업적 목적)를 금지하는 법률을 가지고 있으며, 이러한 법률은 자국의 국기 모독과 다른 국가의 국기 모독을 구분할 수 있다. 국가들은 언론의 자유로서 국기를 불태울 권리를 보호하는 법률을 가질 수 있다.

### 시스템을 이용한 조작
시스템을 이용한 조작(규칙을 왜곡하는 것, 규칙을 조작하는 것, 시스템을 가지고 노는 것, 시스템을 남용하는 것, 시스템을 착취하는 것, 또는 시스템을 이용하는 것)은 시스템을 보호하기 위한 규칙과 절차를 대신하여 원하는 결과를 얻기 위해 시스템을 조작하는 것으로 정의될 수 있다.

### 가스라이팅
가스라이팅은 지속적인 부정, 잘못된 방향 유도, 모순, 그리고 거짓말을 통한 심리 조작으로, 대상을 불안정화시키고 정당성을 박탈하려는 시도이다. 그 의도는 대상에게 의심의 씨앗을 심어 자신의 기억, 인지, 그리고 정신 상태에 대해 의문을 품게 만드는 것이다. 사례는 가해자가 이전의 학대 사건이 전혀 없었다고 부정하는 것부터 피해자를 혼란시키려는 의도로 가해자가 기이한 사건을 조작하는 것까지 다양하다. 이 용어는 1938년 연극과 1944년 영화 가스라이팅에서 유래했으며, 임상 및 연구 문헌에서 사용되어 왔다.

### 게이 학대 또는 게이 폭행
게이 폭행과 게이 집단 따돌림은 공격자가 게이, 레즈비언 또는 양성애자라고 인식하는 사람에 대한 언어적 학대 또는 신체적 학대이며, 여기에는 실제로 이성애자이거나 특정되지 않거나 알려지지 않은 성적 지향을 가진 사람도 포함된다.

### 괴롭힘
괴롭힘은 광범위한 불쾌한 행동을 포괄한다. 이는 일반적으로 방해하거나 불쾌하게 하려는 의도를 가진 행동으로 이해된다. 법적인 의미에서는 위협적이거나 불쾌감을 주는 행동을 말한다.
파워 괴롭힘은 정치적 성격을 띠는 괴롭힘 또는 불쾌한 관심으로, 종종 직장 환경에서 발생한다.
성희롱은 일반적으로 직장에서 지속적이고 원치 않는 성적 접근을 의미하며, 성적 요구를 거부할 경우 피해자에게 잠재적으로 매우 불리한 결과가 초래될 수 있다.

### 증오범죄
증오범죄는 가해자가 특정 사회 집단에 속한다고 인지된 피해자를 표적으로 삼을 때 발생하며, 일반적으로 인종 집단, 종교, 성적 지향, 장애인, 민족성, 국적, 연령, 젠더, 성정체성, 또는 정치적 소속에 따라 정의된다.
"증오범죄"는 일반적으로 나열된 조건 중 하나 이상에 대한 증오에 의해 동기 부여된 것으로 보이는 범죄 행위를 의미한다. 사건에는 신체적 폭행, 재산 손상, 집단 따돌림, 괴롭힘, 언어적 학대 또는 모욕, 공격적인 낙서 또는 선동적인 편지(증오 메일)가 포함될 수 있다.

### 신고식
신고식은 사람을 사회 집단에 입회시키는 방법으로, 괴롭힘, 학대, 또는 치욕을 포함하는 모든 활동을 의미한다.
신고식은 폭력 조직, 클럽, 단체 스포츠, 군사 부대, 직장 등 다양한 종류의 집단에서 발견된다. 미국과 캐나다에서 신고식은 종종 그리스 문자 단체(남학생 클럽과 여학생 클럽)와 관련이 있다. 신고식은 종종 법으로 금지되어 있으며, 신체적(잠재적으로 폭력적) 또는 정신적(잠재적으로 비하적) 관행일 수 있다. 또한 나체 또는 성 지향적 활동을 포함할 수 있다.

### 인권 침해
인권은 "모든 인간에게 부여되는 기본적인 권리와 자유"이다. 일반적으로 인권으로 여겨지는 권리와 자유의 예로는 생명과 자유, 표현의 자유, 법 앞의 평등과 같은 민권과 참정권이 있다; 또한 문화에 참여할 권리, 존경과 존엄으로 대우받을 권리, 음식에 대한 권리, 노동권, 그리고 특정 국가에서는 교육을 받을 권리를 포함한 경제적, 사회적, 문화적 권리가 있다.

### 치욕
치욕은 자존심의 하락으로, 굴욕감을 느끼게 하거나 겸손해지거나 비천함 또는 복종 상태로 이어지게 한다. 이는 집단 따돌림, 협박, 신체적 또는 정신적 학대나 속임수, 또는 사회적으로나 법적으로 용납할 수 없는 행위를 저지른 것이 밝혀져 당혹감을 느끼게 함으로써 발생할 수 있다.

### 무례함
무례함은 예의나 좋은 에티켓이 부족한 사회적 행동을 뜻하는 일반적인 용어로, 무례하거나 어른에 대한 존경심이 부족한 것부터 기물 파손과 훌리건, 또는 공공장소에서의 음주와 위협적인 행동까지 다양하다.

### 기관 학대
기관 학대는 일반적으로 요양원, 사설 요양원, 급성 병원 또는 입원 환경에서 발생할 수 있으며 다음 중 하나에 해당할 수 있다.
- 차별적 학대
- 경제적 학대
- 방임
- 신체적 학대
- 심리적 및 정서적 학대
- 성적 학대
- 언어적 학대

추가 자료
- Barter, Christine (1998). Investigating Institutional Abuse of Children (Policy, Practice, Research). National Society for the Prevention of Cruelty to Children (NSPCC). ISBN 978-0902498846
- Beker, Jerome (1982). Institutional Abuse of Children and Youth (Child & Youth Services). Routledge.
- Manthorpe J, Penhale B, Stanley N (1999). Institutional Abuse: Perspectives Across the Life Course. Routledge.
- Westcott, Helen L (1991). Institutional Abuse of Children – From Research to Policy: A Review (Policy, Practice, Research S.) National Society for the Prevention of Cruelty to Children (NSPCC).

### 모욕
모욕은 경멸적이고 불쾌하다고 여겨지는 표현, 진술 또는 행동이다.

### 협박
협박은 합리적인 사람이 상해죄 또는 부상 (몸)을 두려워하게 할 의도적인 행동을 포함한다. 형사 기소 맥락에서는 해당 행동이 피해자에게 공포나 공황을 유발했음을 증명할 필요는 없다. "계산된 폭력 사용 또는 폭력의 위협을 통해 정치적, 종교적 또는 이념적 목표를 달성하는 것... 협박, 강제, 또는 공포를 심어주는 것을 통해" 테러리즘으로 정의할 수 있다.

### 법적 학대
법적 학대는 민법과 형법 관련 법적 조치와 관련된 학대를 의미한다.

### 시장 남용
시장 남용은 금융 투자자들이 다음을 통해 직간접적으로 부당하게 불이익을 당하는 상황에서 발생할 수 있다.
- 공개되지 않은 정보를 사용한 경우 (내부자 거래)
- 금융 상품의 가격 결정 메커니즘을 왜곡한 경우
- 허위 또는 오해의 소지가 있는 정보를 유포한 경우.

### 군사 학대
전쟁범죄는 "전쟁의 법 또는 관습에 대한 위반"으로, "점령지 민간인 거주자의 살해, 학대 또는 노예 노동 수용소로의 추방", "포로의 살해 또는 학대", 인질 살해, "도시, 마을의 무분별한 파괴, 그리고 군사적 또는 민간적 필요에 의해 정당화되지 않는 모든 파괴"를 포함한다.
전시 성폭력은 군인, 기타 전투원 또는 민간인이 무력 분쟁이나 전쟁 중에 저지르는 강간이다. 전쟁과 무력 분쟁 중에 강간은 적을 치욕시키고 그들의 사기 (의욕)를 약화시키기 위한 심리전 수단으로 자주 사용된다.
군 성폭력은 군인들이 겪는 성적 폭행 및 강간이다. 이는 종종 외상 후 스트레스 장애를 동반한다.

### 정신 학대 또는 마인드 컨트롤
정신 학대 또는 마인드 컨트롤은 집단이나 개인이 "비윤리적인 심리 조작 방법을 체계적으로 사용하여 타인이 조작자의 의지에 따르도록 설득하는 과정"을 의미하며, 종종 조작당하는 사람에게 해를 끼친다. 이 용어는 개인의 자율적 사고, 행동, 감정 또는 의사 결정을 전복시키는 것으로 볼 수 있는 모든 심리적 또는 기타 전술에 적용되어 왔다.

### 비행 (활동)
비행 (활동)이란 계획적이거나 의도적인 목적, 또는 자신의 행동 결과에 대한 완강한 무관심에 의해 동기 부여된 잘못된, 부적절한 또는 불법적인 행동을 의미한다. 비행의 세 가지 범주는 공무상 비행, 전문적 비행, 그리고 성적 비행이다.

### 모빙
모빙은 어떤 맥락에서든 집단이 개인을 집단 따돌림하는 것을 의미한다. 직장 내 정서적 학대로 식별되며(동료, 부하 또는 상사에 의한 집단 괴롭힘 등), 소문, 암시, 협박, 치욕, 신용 훼손, 그리고 고립을 통해 누군가를 직장에서 몰아내기 위한 것으로, 악의적이고 비성적이며 비인종적인 일반적 괴롭힘으로도 언급된다.
모빙은 직장, 이웃 또는 가족과 같은 모든 집단 환경에서 발생할 수 있다.

### 나르시시즘 학대
나르시시즘 학대는 대중 심리학에서 나르시시즘으로 여겨지는 사람들이 저지르는 정신적 학대 행위를 지칭하는 용어이다.

### 방임
방임은 수동적인 형태의 학대로, 피해자(아동, 신체적 또는 정신적으로 장애인인 성인, 동물, 식물 또는 무생물)를 돌볼 책임이 있는 양육자가 피해자의 필요에 대해 적절한 돌봄을 제공하지 않아 피해자에게 해를 끼치는 것이다. 이는 일반적으로 무능력으로 인한 무지보다는 양육자의 게으름이나 무관심의 형태로 간주된다. 따라서 정신 질환이 있거나 과로한 성인의 아동 방임은 학대로 간주되지 않지만, 이는 그럼에도 불구하고 아동 방임을 구성할 수 있다.
방임의 예로는 피해자가 스스로 해결할 수 없는 충분한 감독, 영양 공급, 의료적 치료 또는 기타 필요를 제공하지 않는 것이 포함된다.

### 과실
과실 (부주의)은 다른 개인을 예측 가능한 해악의 위험으로부터 보호하기 위해 합리적인 사람이 할 행동에 미치지 못하여 귀책 사유가 있는 행위이다.

### 자녀에 의한 부모 학대
자녀에 의한 부모 학대는 흔하지만 제대로 보고되거나 연구되지 않은 주제이다. 부모는 종종 정상적인 아동기 공격성 발작을 초과하는 수준의 아동기 공격성을 겪는데, 일반적으로 언어적 학대 또는 신체적 학대의 형태이다. 부모는 그러한 문제를 가지고 있다는 것에 대한 수치심과 치욕을 느끼므로, 도움을 거의 요청하지 않으며, 현재 이용 가능한 도움도 많지 않다.

### 수동 공격적 행동
수동 공격적 행동은 은밀한 학대의 한 형태이다. 이는 대인 관계 또는 직업적 상황에서 기대를 따르는 것에 대한 수동적이고 때로는 방해적인 저항이다.
이는 학습된 무기력, 지연행동, 고집, 원망, 시무룩함, 또는 (종종 명시적으로) 해야 할 것으로 기대되는 과제를 의도적으로 반복적으로 실패하는 것으로 나타날 수 있다.

### 환자 학대
환자 학대 또는 방임은 환자에게 부당한 고통 (감정), 비참함 또는 해를 가하는 모든 행위 또는 행위의 불이행이다. 여기에는 환자를 신체적으로 때리거나 성적으로 폭행하는 행위가 포함된다. 또한 필수적인 음식, 신체적 돌봄 및 의료적 주의를 제공하지 않는 것도 포함된다. 이는 병원, 요양원, 클리닉 및 가정 방문과 같은 다양한 맥락에 적용된다.

### 동료 학대
"동료 학대"는 2006년 작가 엘리자베스 베넷이 집단 따돌림을 다른 형태의 학대와 마찬가지로 학대의 한 형태로 식별하는 것이 유효하다는 생각을 강화하기 위해 대중화한 표현이다. 이 용어는 동료 피해와 유사한 함의를 전달한다.

### 박해
박해는 한 집단이 다른 집단을 체계적으로 학대하는 것이다. 가장 흔한 형태는 종교 박해, 민족 박해, 정치적 박해이다; 물론 이들 용어 사이에는 자연스러운 중복이 있다.

### 신체적 학대
신체적 학대는 협박, 통증, 부상 또는 기타 신체적 고통 (감정)이나 상해죄를 유발할 의도로 접촉하는 학대를 포함한다.

#### 고문
고문은 신체적 또는 심리적 고통을 의도적으로 가하는 모든 행위이다.

### 경찰 학대
경찰 폭력은 경찰관이 과도한 힘을 의도적으로 사용하는 것이다. 비록 일반적으로 신체적이지만, 언어적 학대 또는 심리적 학대의 형태로 발생할 수도 있다. 일부 경우에는 "경찰관에 대한 모욕", 즉 경찰관에 대한 무례함으로 인식되어 유발된다.
경찰 부패는 경찰관 또는 경찰관들이 수사 또는 체포를 추적하지 않거나 선별적으로 추적하는 대가로 재정적 이득 또는 경력 발전을 얻기 위해 고안된 경찰 비행의 특정 형태이다.
경찰 비행은 경찰관이 공식 직무와 관련하여 부적절한 조치를 취하는 것을 의미한다. 경찰 비행은 재판의 오심으로 이어질 수 있으며 때로는 차별을 포함하기도 한다.

### 편견
편견은 인종, 사회 계급, 젠더, 민족성, 성적 지향, 연령, 장애인, 정치적 신념, 종교, 직업 또는 기타 개인적 특성 때문에 특정 집단이나 개인에 대해 미리 형성된 신념, 의견 또는 판단이다. 또한 "사실에 대한 지식 없이" 선험적 신념을 의미하며, "합리적인 영향에 비정상적으로 저항하는 모든 불합리한 태도"를 포함한다. 긍정적 편견과 부정적 편견이 모두 존재하지만, 부정적으로 사용될 때 "편견"은 그러한 집단이나 개인에 대한 공포와 반감을 의미한다.

### 수감자 학대 또는 수감자 학대
수감자 학대는 구금 중이거나 수감된 사람들에 대한 학대이다.
이 범주에 속하는 학대에는 다음이 포함된다:
- 신체적 학대: 때리기, 구타, 또는 기타 허가되지 않은 체벌.
- 심리적 학대: 희롱, 수면 부족, 또는 기타 형태의 심리적 학대, 때로는 백색 잡음.
- 성적 학대: 강제 성교, 생식기 절단, 또는 기타 형태의 성적 학대.
- 기타 학대: 필수 약물 거부, 치욕 등.
- 강화된 심문: 다른 기술로는 결과를 얻을 수 없으므로 정보 추출에 필요하다고 주장되는 테러와의 전쟁에서 시행된 방법.
- 고문: 신체적 또는 심리적 극심한 고통 (감정)이 의도적으로 가해지는 모든 행위.

### 전문적 학대
전문적 학대자:
- 고객이나 환자의 신뢰를 악용한다
- 그들의 취약성을 착취한다
- 그들의 최선의 이익을 위해 행동하지 않는다
- 전문적 경계를 지키지 않는다

학대는 다음일 수 있다:
- 차별적
- 재정적
- 신체적/방임적
- 심리적/정서적
- 성적

전문적 학대는 항상 다음을 포함한다:
- 신뢰 배반
- 취약성 착취
- 전문적 경계 위반

추가 자료
- Dorpat, Theodore L (1996). Gaslighting, the Double Whammy, Interrogation and Other Methods of Covert Control in Psychotherapy and Analysis. Jason Aronson, Incorporated.
- Penfold, P. Susan (1998). Sexual Abuse by Health Professionals: A Personal Search for Meaning and Healing. University of Toronto Press.

### 심리적 학대
심리적 학대(정서적 학대 또는 정신적 학대라고도 함)는 한 사람이 다른 사람에게 심리적으로 해로운 행동을 가하거나 노출시키는 형태의 학대이다. 이러한 학대는 종종 학대적 관계, 집단 따돌림, 아동 학대 및 직장과 같이 권력 불균형 상황과 관련이 있다.

### 인종적 학대
인종 차별은 인종이 인간 특성과 능력의 주요 결정 요인이라는 믿음에 기반한 타인에 대한 학대적 태도 또는 대우이다. 이는 자신의 인종이 우월하며 그 결과 "타인을 지배하거나 지배할" 권리가 있다는 자존심의 한 형태라고 맥쿼리 사전 정의에 명시되어 있다. 인종 차별은 인종 기반 편견, 폭력, 반감, 차별, 그리고 억압과 관련이 있으며 이를 조장할 수 있다.

### 래깅
래깅은 인도, 스리랑카, 호주의 교육 기관 신입생에 대한 학대의 한 형태이다. 이는 미국의 신고식 현상과 유사하다. 현재 스리랑카가 전 세계적으로 가장 심각한 영향을 받는 국가라고 한다.

### 강간
강간은 한 사람이 다른 사람의 동의 없이(동의할 수 없는 사람, 예: 술에 취했거나 잠들어 있는 경우 포함) 성교를 포함하는 성적 폭행이다.
강간에 대한 보고, 기소, 유죄 판결률은 관할권마다 크게 다르다. 미국 법무부 통계국(1999)은 미국 강간 피해자의 91%가 여성이고 9%가 남성이며, 가해자의 99%가 남성이라고 추정했다. 한 여성 설문조사에서는 성폭행을 당했다고 응답한 사람 중 가해자가 낯선 사람이라고 답한 비율이 2%에 불과했다. 남성의 경우, 교도소 내 남성 간 강간이 심각한 문제였다.

### 관계 공격성
관계 공격성(은밀한 공격성 또는 은밀한 집단 따돌림이라고도 함)은 물리적 폭력보다는 관계 또는 집단 내 사회적 지위에 해를 가하는 형태의 공격성이다. 관계 공격성은 소년보다 소녀에게 더 흔하며 더 많이 연구되어 왔다.

### 종교 학대
종교 학대는 다음을 의미한다:
- 심리적 해악을 야기하는 학대적인 방식으로 종교적 가르침을 사용하는 것
- 피해자의 종교를 근거로 한 괴롭힘 또는 치욕 (종교적 차별 참조)
- 이기적, 세속적 또는 이념적 목적을 위해 종교를 남용하는 것, 다음 참조:
  - 종교와 정치
  - 가톨릭 성추행 사건과 같이 비종교적 동기의 학대를 저지르기 위해 성직을 남용하는 것[77]
- 다음을 포함한 모든 형태의 종교적 폭력:
  - 인신공양
  - 폭력적인 입회식

### 무례함
무례함(건방짐 또는 뻔뻔함이라고도 함)은 사회 또는 집단의 사회법이나 에티켓 내에서 행동하지 못하고 무례함을 보이는 것이다.

### 사탄 의식 학대
사탄 의식 학대(SRA, 때로는 의식 학대, 의례적 학대, 조직적 학대, 가학적 의식 학대 및 기타 변형으로 알려짐)는 1980년대 미국에서 시작되어 전국적으로 퍼져나가 결국 세계 여러 지역으로 확산되었다가 1990년대 후반에 진정된 도덕적 공황이었다.

### 학교 폭력
학교 폭력은 학교 내외에서 교육과 관련하여 발생하는 집단 따돌림의 한 유형이다. 집단 따돌림은 신체적, 언어적 또는 정서적일 수 있으며, 일반적으로 일정 기간 동안 반복된다.

### 자기 학대
자기 파괴적 행동은 자해와 약물 남용을 포함하는 광범위한 극단적인 행동과 감정의 집합이다. 이는 다양한 형태로 나타날 수 있으며, 다양한 이유로 행해질 수 있다. 주로 젊은 성인과 청소년에게서 가장 두드러지게 나타나지만, 모든 연령대의 사람들에게 영향을 미칠 수 있다.

### 성적 학대
성적 학대는 한 사람이 다른 사람에게 원치 않는 성적 행동을 강요하는 것으로, 그 강요가 성적 폭행으로 간주되는 정도에 미치지 못할 때를 말한다. 가해자는 성적 학대자 또는—더 경멸적으로—성범죄자로 불린다. 이 용어는 또한 성인 또는 아동에게 성적 자극을 주기 위한 성인의 모든 행동을 포함한다. 피해자가 성교 동의 연령보다 어릴 경우, 아동 성학대라고 한다.

### 성적 집단 따돌림
성적 집단 따돌림은 "사람의 성적 특성이나 성별에 기반한 물리적 또는 비물리적 형태의 집단 따돌림 행동이다. 이는 소년이나 소녀가 다른 소년이나 소녀에게 성적 특성이나 성별을 무기로 사용하는 경우이며—주로 소녀에게 더 많이 행해진다. 이는 직접적으로, 등 뒤에서, 또는 기술을 사용하여 이루어질 수 있다."

### 형제자매 학대
형제자매 학대는 한 형제자매가 다른 형제자매에게 가하는 신체적 학대, 정서적 학대, 또는 성적 학대이다.
추정컨대 아동의 3%가 형제자매에게 위험한 학대를 가하며, 이는 부모에 의한 아동 학대나 배우자 학대보다 더 흔하다.

### 명예훼손 캠페인
명예훼손 캠페인, 명예훼손 전술 또는 단순히 "명예훼손"은 은유로, 대상에 대해 손상되는 소문이나 암시가 퍼지면서 소문의 출처는 이를 퍼뜨리면서도 발각되지 않으려 하는 활동을 말한다(예: 정치 캠페인이 다른 후보를 공격하는 익명 전단지를 배포할 수 있음).

### 영적 학대
영적 학대는 종교적 권위를 가진 사람이나 독특한 영적 수련을 가진 사람이 신(들), 종교의 이름으로 또는 영적 개념의 신비 속에서 다른 사람을 오도하고 학대할 때 발생한다. 영적 학대는 종종 학대자가 영적 또는 종교적 지위를 이용하여 피해자의 영성(영적 문제에 대한 정신과 열정)을 이용함으로써 피해자를 학대적 권위에 맹목적으로 복종하는 상태에 놓이게 하는 것을 의미한다.

### 스토킹
스토킹은 개인 (때로는 집단)이 타인에게 원치 않는 관심을 보이는 것이다. 스토킹 행동은 괴롭힘 및 협박과 관련이 있다. "스토킹"이라는 단어는 심리학과 정신건강의학의 맥락에서 다양한 의미를 가지며, 일부 법적 관할에서는 특정 유형의 범죄를 지칭하는 데 사용한다. 이는 또한 일부 사람들이 스토킹으로 간주하는 행위(예: 법에서 "괴롭힘" 또는 유사 용어로 묘사된 행위)를 포함하는 범죄 또는 민사 불법 행위를 지칭할 수도 있다.

### 구조적 학대
구조적 학대는 사회적 또는 문화적 시스템이나 권위에 의해 성적 학대, 정서적 학대 또는 신체적 학대가 개인이나 집단에게 가해지는 것이다. 구조적 학대는 간접적이며, 감정적, 정신적 또는 심리적 수준에서 피해자를 착취한다.

### 약물 사용 장애
약물 사용 장애는 개인이 자신이나 타인에게 해로운 양이나 방법으로 약물을 사용하는 패턴을 말하며, 물질 관련 장애의 한 형태이다. 약물 사용 장애에 대한 정의는 공중 보건, 의료 및 형사 사법 맥락에서 크게 다르다. 어떤 경우에는 개인이 약물의 영향을 받는 동안 범죄 또는 반사회적 행동이 발생하며, 장기적인 성격 변화도 나타날 수 있다. 가능한 신체적, 사회적, 심리적 해악 외에도, 일부 약물의 사용은 형사 처벌로 이어질 수 있지만, 이는 지역 관할권에 따라 크게 다르다.

### 감시 남용
감시 남용은 사회의 사회 규범이나 법률을 위반하는 방식으로 개인 또는 집단의 활동을 감시하기 위해 감시 방법이나 기술을 사용하는 것이다. 국가에 의한 대중감시는 적절하게 규제되지 않을 경우 감시 남용을 구성할 수 있다. 감시 남용은 종종 합법적인 감청의 범위를 벗어난다. 이는 사람들의 사생활권을 침해하기 때문에 불법이다.

### 희롱
희롱은 상대방의 사기를 저하시키거나, 상대방을 화나게 하고 생각 없이 반응하게 만들 의도로 사용되는 배틀 크라이, 근접 전투 방법, 비꼬는 발언 또는 모욕이다. 희롱은 대상의 문화 자본 (즉, 지위)을 통제하기 위한 사회적 경쟁의 한 형태로 존재할 수 있다. 사회학 이론에서 세 가지 사회적 자본의 통제는 사회 계층에서 이점을 만들어 타인과의 관계에서 자신의 위치를 강화하는 데 사용된다. 희롱은 직접적으로 집단 따돌림을 하거나, 간접적으로 다른 사람들이 대상을 괴롭히도록 부추김으로써 행해진다. 또한 자신의 지위를 확보하기 위해 같은 종류의 반응을 보이는 것도 가능하다. 이는 fighting words 및 trash-talk와 비교될 수 있다.

### 놀림
놀림은 여러 의미를 가진 단어이다. 인간 상호작용에서 놀림은 장난스러운 것과 해로운 것 두 가지 주요 형태로 나타난다. 가벼운 경우, 특히 상호적일 때, 놀림은 장난스럽고 친근한 것으로 간주될 수 있다.
그러나 놀림은 종종 환영받지 못하며, 그때는 괴롭힘의 형태를 띤다. 극단적인 경우, 놀림은 실제 폭력으로 확대될 수 있으며, 심지어 학대로 이어질 수도 있다. 아이들은 용모, 체중, 행동, 능력, 그리고 옷차림과 같은 문제로 흔히 놀림을 받는다. 이런 종류의 놀림은 놀리는 사람이 장난이라고 생각하더라도 종종 해롭다. 동물도 놀릴 수 있다. 개나 고양이와 같은 일부 동물은 이를 놀이로 인식할 수 있지만, 인간의 경우 놀림은 해로워져 집단 따돌림과 학대의 형태를 띠게 된다.

### 테러리즘
테러리즘은 특히 강제 수단으로서 공포를 체계적으로 사용하는 것이다.
현재 테러리즘의 정의에 대한 국제적으로 합의된 정의는 없다. 테러리즘의 일반적인 정의는 공포(테러)를 유발하려는 의도가 있고, 이념적 목표(혼자 하는 공격과 대조적으로)를 위해 행해지며, 비전투원 (예: 중립 군인 또는 민간인)의 안전을 의도적으로 표적 삼거나 무시하는 폭력 행위만을 지칭한다. 때로는 한 국가가 다른 적국에게 군사적으로 자신을 증명할 수 없을 때 국가 정책의 후원을 받기도 한다.

### 트랜스젠더 학대 또는 트랜스 폭행
트랜스 폭행은 트랜스젠더 또는 트랜스섹슈얼이기 때문에 가해자가 신체적, 성적 또는 언어적으로 피해자화하는 행위이다. 게이 폭행과는 달리, 이는 대상의 실제 또는 인지된 성정체성 때문에 저질러지며, 성적 지향과는 무관하다.

### 심판 학대
심판 학대는 스포츠 경기에서 심판이나 다른 공식 관계자에게 학대를 가하는 행위를 의미한다. 학대는 언어적 학대 (예: 이름 부르기) 또는 신체적 학대 (예: 주먹질)일 수 있다.

### 언어적 학대 또는 언어적 공격
언어적 학대는 언어 사용을 포함하는 학대적 행동의 한 형태이다. 이는 욕설의 사용 유무와 관계없이 발생할 수 있는 모욕의 한 형태이다. 구두 의사소통이 언어적 학대의 가장 흔한 형태이지만, 서면 형태의 학대적인 단어도 포함된다.
언어적 학대는 긍정적인 정서 발달을 심각하게 방해하고 자아존중감, 정서적 삶의 질, 신체 상태에 상당한 해를 끼칠 수 있는 행동 패턴이다. 이는 또한 학대자가 통제를 목적으로 조직한 지속적인 정서적 환경으로 묘사되기도 했다.

### 뒷담화 캠페인
뒷담화 캠페인은 대상에 대해 해로운 소문이나 암시를 퍼뜨리는 설득 방법으로, 소문의 출처는 이를 퍼뜨리는 동안 발각되지 않으려 한다(예: 정치 캠페인이 다른 후보를 공격하는 익명 전단지를 배포할 수 있음).

### 직장 내 학대 또는 직장 내 집단 따돌림
직장 내 집단 따돌림은 아동기 집단 따돌림과 마찬가지로, 개인이 또는 집단이 동료에게 지속적으로 공격적이거나 불합리한 행동을 하는 경향이다. 직장 내 집단 따돌림은 언어적 학대, 비언어적, 심리적 학대, 신체적 학대 및 치욕과 같은 전술을 포함할 수 있다. 이러한 유형의 공격성은 특히 다루기 어려운데, 일반적인 학교 폭력 형태와 달리 직장 내 괴롭힘은 종종 조직과 사회의 확립된 규칙과 정책 내에서 작동하기 때문이다. 직장 내 집단 따돌림은 대부분의 경우 관리자가 저지른 것으로 보고되며 다양한 형태를 띤다.

## 학대의 특징과 유형
학대의 몇 가지 중요한 특징과 유형은 다음과 같다.
- 명시적 학대
- 은밀한 (또는 통제적인) 학대
- 예측 불가능성
- 불균형적인 (과장된) 반응
- 비인간화 및 객체화
- 정보 남용
- 불가능한 상황 (실패하도록 설정)
- 대리 통제
- 주변 학대 (가스라이팅)

## 학대적 권력과 통제
학대적 권력과 통제(또는 통제적 행동 또는 강압적 통제)는 학대자가 피해자에 대한 권력과 통제를 획득하고 유지하는 방식이며, 이는 심리적 학대, 신체적 학대, 성적 학대 또는 경제적 학대와 같은 학대적인 목적을 위한 것이다. 학대는 개인적 이득, 개인적 만족, 심리 투영, 평가절하, 선망, 또는 단순히 학대자가 권력과 통제를 행사하는 것을 즐기는 것과 같은 다양한 이유로 발생할 수 있다.
통제적인 학대자는 피해자에 대한 권력과 통제를 행사하기 위해 여러 가지 전술을 사용할 수 있다. 이러한 전술 자체는 심리적으로, 때로는 신체적으로 학대적이다. 통제는 경제적 학대를 통해 도움을 받을 수 있으며, 이는 피해자가 학대에 저항하는 데 필요한 자원이 부족할 수 있으므로 피해자의 행동을 제한할 수 있다. 학대자의 목표는 피해자를 통제하고 협박하거나, 관계에서 동등한 목소리를 내지 못한다고 느끼도록 영향을 미치는 것이다.
조종자와 학대자는 긍정적 강화(예: 찬양, 피상적 매력, 아첨, 아부, 러브 바밍, 미소, 선물, 관심), 부정적 강화, 간헐적 또는 부분적 강화, 심리적 처벌(예: 잔소리, 침묵 치료, 욕설, 위협, 협박, 정서적 협박, 죄책감 유발), 그리고 외상적 전술(예: 언어적 학대 또는 분노 폭발)을 포함한 다양한 전술로 피해자를 통제한다.
피해자의 취약성은 특히 취약한 대상이 가장 자주 선택되면서 악용된다. 학대자와 피해자 사이에는 트라우마 결합이 발생할 수 있는데, 이는 학대 주기의 지속적인 결과로, 간헐적인 보상과 처벌이 변화에 저항하는 강력한 정서적 유대와 공포 분위기를 조성하기 때문이다. 학대 행위를 정상화, 정당화, 합리화, 부정, 또는 최소화하려고 시도하거나, 피해자에게 책임을 전가할 수 있다.
고립, 가스라이팅, 심리 게임, 거짓말, 역정보, 선전, 불안정화, 세뇌 및 분할 통치는 자주 사용되는 다른 전략들이다. 피해자는 술이나 약물에 취하게 하거나 수면을 박탈하여 혼란을 유도할 수 있다.
특정 인격 유형은 특히 다른 사람들을 통제하려는 강한 충동을 느낀다.

## 학대자의 심리적 특징
더니든 다학제 건강 및 발달 연구(종단 출생 코호트 연구; n = 941)의 데이터 검토에서 모핏 외()는 남성이 전반적으로 더 많은 공격성을 보이지만, 성별이 심리적 공격성을 포함한 대인 공격성의 신뢰할 수 있는 예측 변수는 아니라고 보고한다. 이 연구는 남성이든 여성이든 공격적인 사람들은 높은 의심과 질투, 갑작스럽고 극단적인 기분 변화, 낮은 자기 통제, 그리고 평균보다 높은 폭력과 공격성 승인율을 포함한 특성들을 공유한다는 것을 발견했다. 모핏 외는 또한 반사회성 인격장애를 가진 남성은 두 가지 다른 유형의 대인 공격성(하나는 낯선 사람에 대한 것, 다른 하나는 친밀한 여성 파트너에 대한 것)을 보이는 반면, 반사회성 여성이 친밀한 남성 파트너 이외의 누구에게도 공격적이지 않다고 주장한다.
정서적, 신체적 학대 가해자는 인격장애 발병률이 높다. 일반 인구의 인격 장애 발병률은 약 15%~20%인 반면, 법원 명령 치료 프로그램에 참여하는 학대 남성의 약 80%는 인격 장애를 겪는다. 여성 가해자는 나르시시즘적이고 강박적인 행동을 중심으로 하는 인격 장애를 가진 것으로 밝혀졌다. 일부 아동 학대 보고서는 어머니가 아버지보다 자녀에게 신체적 훈육을 더 자주 사용하는 반면, 심각한 부상과 성적 학대는 남성이 더 자주 저지른다고 밝히고 있다.
학대자들은 집안일을 피하거나 가족 재정을 전적으로 통제하는 것을 목표로 할 수 있다. 학대자들은 매우 교묘하여 종종 친구, 경찰관, 법원 관리, 심지어 피해자의 가족까지도 자신들의 편으로 끌어들이면서 피해자에게 책임을 전가한다.

## 피해자에게 미치는 학대의 영향
잉글리시 외()는 대인 폭력(심리적 공격성 및 언어적 공격성 포함)을 특징으로 하는 가정의 아동들이 만성 우울증, 불안, 외상 후 스트레스 장애, 해리 (심리학), 그리고 노여움을 포함한 다양한 심각한 장애를 보일 수 있다고 보고한다. 또한, 잉글리시 외는 정서적 학대의 영향이 신체적 학대의 영향과 "유의하게 다르지 않았다"고 보고한다. 존슨 외()는 여성 환자(n = 825)를 대상으로 한 설문조사에서 24%가 정서적 학대를 겪었으며, 이 집단이 부인과 문제 발생률이 더 높았다고 보고한다. 남편/파트너에게 정서적 학대를 당한 남성(n = 116)을 대상으로 한 연구에서 하인즈와 말리-모리슨()은 피해자들이 외상 후 스트레스 장애와 알코올 중독 발병률이 높다고 보고한다.
나미의 직장 내 집단 따돌림 연구()에 따르면, 직장 내 집단 따돌림을 보고한 여성의 31%와 남성의 21%가 외상 후 스트레스 장애의 세 가지 주요 증상(과각성, 침입 이미지, 회피 행동)을 보였다. 1998년 시모넬리 & 인그램()의 남성 대학생(n = 70) 연구에서는 이성 데이트 관계에서 여성 파트너로부터 정서적 학대를 받은 남성이 일반 인구보다 만성 우울증 발병률이 더 높다는 것을 발견했다.
골드스미스와 프레이드()의 대학생(n=80) 연구에 따르면, 정서적 학대를 경험한 많은 사람들이 학대를 학대적인 것으로 특징짓지 않았다. 또한, 골드스미스와 프레이드는 이러한 사람들이 감정표현불능증(자신의 감정을 식별하고 처리하는 데 어려움) 발병률이 평균보다 높다는 것을 보여준다.
제이콥슨 외()는 결혼 갈등 중에 여성이 현저히 높은 공포율을 보고한다는 것을 발견했다. 그러나 반론()은 남성과 여성의 설문지에 대한 해석이 극도로 다르기 때문에 제이콥슨의 결과가 유효하지 않다고 주장했다. 코커 외()는 정신적 학대의 영향이 피해자가 남성이든 여성이든 유사하다는 것을 발견했다. 핌롯-쿠비악과 코르티나()는 학대의 심각성과 지속 기간만이 학대 후유증의 정확한 예측 변수이며, 가해자나 피해자의 성별은 신뢰할 수 있는 예측 변수가 아니라는 것을 발견했다.
라로슈()의 대규모 설문조사(n=25,876) 분석에 따르면, 남성에게 학대받은 여성이 여성에게 학대받은 남성보다 심리적 도움을 구할 가능성이 약간 더 높았다(63% 대 62%).
2007년 연구에서 로랑 외()는 젊은 커플(n=47)의 심리적 공격성이 두 파트너 모두에게 만족도 감소와 관련이 있다고 보고한다: "심리적 공격성은 덜 성숙한 강압적 전술과 자신/타인의 필요 균형을 맞추지 못하는 능력을 반영하기 때문에 커플 관계 발달에 장애물이 될 수 있다." 2008년 월시와 슐만()의 연구에 따르면, 여성의 심리적 공격성은 두 파트너 모두에게 관계 불만족과 관련될 가능성이 더 높았고, 남성의 철회는 두 파트너 모두에게 관계 불만족과 관련될 가능성이 더 높았다.

## 판례
- 형법 제273조 제1항에서 말하는 ‘학대’라 함은 육체적으로 고통을 주거나 정신적으로 차별대우를 하는 행위를 가리키고, 이러한 학대행위는 단순히 상대방의 인격에 대한 반인륜적 침해만으로는 부족하고 적어도 유기에 준할 정도에 이르러야 한다.[128]

## 같이 보기
- 학대죄
- 폭력
- 방임
- 인신매매
- 성노예
- 노예제